# Бекбоев, Мурат Каншоубиевич
Мурат Каншоубиевич Бекбоев (род. 27 июня 1987, Псыкод, Кабардино-Балкарская АССР) — российский футболист, нападающий.

## Биография
Воспитанник детской школы Нарткалы. В 2005 году играл в ЛФЛ «Аруан». Выступал на любительском уровне в Москве.
В 2018 году играл за «Псыкод» в высшем дивизионе чемпионата КБР. Двукратный чемпион Кабардино-Балкарии в составе «Автозапчасти» Баксан. В 2019—2021 годах играл в Иордании за клубы «Эс-Салт», «Аль-Ахли» (с Амиром Бажевым), «Шабаб Аль-Акаба», в 2020 году забил 7 голов, войдя в пятёрку лучших бомбардиров. В конце августа 2021 года перешёл в клуб ФНЛ-2 «Спартак-Нальчик».